# 210231 Wangdemin
210231 Wangdemin è un asteroide della fascia principale. Scoperto nel 2007, presenta un'orbita caratterizzata da un semiasse maggiore pari a 2,4371636 UA e da un'eccentricità di 0,1877594, inclinata di 2,27594° rispetto all'eclittica.